# Yōko Ōno
Yōko Ōno (jap. 大野陽子 Ōno Yōko; * 27. November 1989) ist eine ehemalige japanische Judoka. Sie war 2018 Weltmeisterschaftsdritte im Mittelgewicht, der Gewichtsklasse bis 70 Kilogramm, 2021 war sie Weltmeisterschaftszweite. 

## Sportliche Karriere
Yōko Ōno war 2011 bei den japanischen Meisterschaften Zweite hinter Yoriko Kunihara. 2014 belegte sie den zweiten Platz bei den Ostasienspielen in Ulaanbaatar. 2015 erreichte sie das Finale beim Grand-Slam-Turnier in Tokio und unterlag ihrer Landsfrau Chizuru Arai. Im Jahr darauf siegte sie bei den Asienmeisterschaften in Taschkent. Den Titel einer Asienmeisterin konnte Yōko Ōno im Jahr darauf in Hongkong erfolgreich verteidigen. Ende 2017 gewann sie das Finale des Grand-Slam-Turniers in Tokio gegen Chizuru Arai. Anfang 2018 gewann sie auch das Grand-Slam-Turnier in Düsseldorf, hier bezwang sie im Finale die Kroatin Barbara Matić. 2018 siegte Yōko Ōno auch bei den japanischen Meisterschaften. Bei den Weltmeisterschaften 2018 in Baku unterlag sie im Viertelfinale der Marokkanerin Assmaa Niang. Mit Siegen über die Britin Sally Conway und über María Pérez aus Puerto Rico erkämpfte sie sich eine Bronzemedaille. Nach einem fünften Platz beim Grand-Slam-Turnier in Osaka Ende 2018 siegte Yōko Ōno Anfang 2019 beim Grand-Slam-Turnier in Paris, im Finale bezwang sie die Französin Margaux Pinot. Im April 2019 gewann sie bei den japanischen Meisterschaften. Ende November 2019 gewann sie den Grand Slam von Osaka vor der Niederländerin Kim Polling. Anfang 2020 wieder beim Grand-Slam-Turnier in Paris. Anfang 2021 folgte der Sieg beim World-Masters-Turnier in Doha. Im Juni 2021 fanden die Weltmeisterschaften in Budapest statt. Nach ihrem Halbfinalsieg über die Niederländerin Sanne van Dijke unterlag sie im Finale Michaela Polleres bezwang sie im Finale Barbara Matić. Nachdem sie im August 2022 noch einmal Asienmeisterin geworden war, erklärte sie im November 2022 ihren Rückzug vom Leistungssport.